# IC 1125
IC 1125 ist eine Balken-Spiralgalaxie vom Hubble-Typ SBdm im Sternbild Schlange am Südsternhimmel. Sie ist schätzungsweise 126 Millionen Lichtjahre von der Milchstraße entfernt.
Das Objekt wurde am 10. Juni 1893 von Stéphane Javelle entdeckt.